# Педурень (Васлуй)
Педурень, Педурені (рум. Pădureni) — село у повіті Васлуй в Румунії. Адміністративний центр комуни Педурень.
Село розташоване на відстані 287 км на північний схід від Бухареста, 27 км на схід від Васлуя, 70 км на південний схід від Ясс, 133 км на північ від Галаца.

## Населення
За даними перепису населення 2002 року у селі проживали 1224 особи, усі — румуни. Усі жителі села рідною мовою назвали румунську.